# Palawandrongo
Palawandrongo (Dicrurus palawanensis) är en fågel i familjen drongor inom ordningen tättingar.

## Utbredning och systematik
Palawandrongon förekommer i Filippinerna och delas in i två underarter med följande utbredning:
- D. p. palawanensis – Palawan och närliggande öar i västra Filippinerna
- D. p. cuyensis – öarna Cuyo och Semirara i västcentrala Filippinerna

Arten behandlades tidigare som en del av lyrdrongon (Dicrurus hottentottus) men urskiljs vanligen som egen art efter genetiska studier.

## Status och hot
Arten har ett rätt stort utbredningsområde, men tros minska i antal, dock inte tillräckligt kraftigt för att den ska betraktas som hotad. Internationella naturvårdsunionen IUCN listar arten som livskraftig (LC).